# Uroleucon minor
Uroleucon minor är en insektsart som först beskrevs av Carl Julius Bernhard Börner 1940.  Uroleucon minor ingår i släktet Uroleucon och familjen långrörsbladlöss. Inga underarter finns listade i Catalogue of Life.